# دارکوب زرشکی‌پوش
دارکوب زرشکی‌پوش (نام علمی: Colaptes rivolii) یک گونه پرنده از خانواده دارکوب است. قبلاً در سردهٔ Piculus قرار می‌گرفت اما پس از تعیین توالی DNA میتوکندری به سرده Colaptes منتقل شد. نام علمی آن، rivolii، به افتخار پرنده‌شناس فرانسوی فرانسوا ویکتور ماسنا، دومین دوک ریوولی و سومین شاهزاده اسلینگ می‌باشد.

## پراکندگی
این گونه در بولیوی، کلمبیا، اکوادور، پرو و ونزوئلا  یافت می‌شود. زیستگاه طبیعی آن جنگل‌های کوهستانی مرطوب نیمه‌گرمسیری یا گرمسیری است. در درجه اول در ارتفاع ۱۸۰۰ تا ۳۵۰۰ متر بالاتر از سطح دریا قرار دارد، اما تا ۷۰۰ متری نیز دیده شده‌است.

## زیرگونه‌ها
پنج زیرگونه شناخته شده‌است:
- - C. r. quindiuna (Chapman 1923)
  - C. r. rivolii (Boissonneau 1840)
  - C. r. meridae (Chapman 1923)
  - C. r. brevirostris (Taczanowski 1874)
  - C. r. atriceps (Sclater and Salvin 1876)